# イングリア・フィン人
イングリア人（Ingrians、フィンランド語: inkeriläiset, inkerinsuomalaiset; ロシア語: Ингерманландцы, Ingermanlandtsy), 
またはイングリア・フィン人は、ロシアのイングリアに住むフィン人である。フィンランドとイングリアがスウェーデンの支配下にあった17世紀に移住してきたフィン人に起源を持つ。第二次世界大戦前後の強制域外追放によって、多くがソビエト連邦の別地域に移住させられた。今日、イングリア人はロシア連邦のフィン人の最も大きな割合を占める。ある記録では、サンクトペテルブルクに25,000人のイングリア人が住んでいる。
スカンジナビア人種の容貌を持つコーカソイドであるが、モンゴロイドの遺伝子であるハプログループNも低頻度でもっている。